# Dendronephthya brachycaulos
Dendronephthya brachycaulos är en korallart som beskrevs av Henderson 1909. Dendronephthya brachycaulos ingår i släktet Dendronephthya och familjen Nephtheidae. Inga underarter finns listade i Catalogue of Life.